# Liste von Terroranschlägen im Jahr 1993
Die Liste von Terroranschlägen im Jahr 1993 enthält eine unvollständige Auswahl von Terroranschlägen, die im Jahr 1993 passierten. Attentate werden gesondert in der Liste bekannter Attentate behandelt. Die Liste von Sprengstoffanschlägen listet auch nichtterroristische Anschläge. Die Liste von Flugzeugentführungen enthält eine Liste mit meist terroristischem Hintergrund. Im Artikel Rechtsterrorismus werden weitere terroristische Anschläge aufgezählt.

## Erläuterung
In der Spalte Politische Ausrichtung ist die politische bzw. weltanschauliche Einordnung der Täter angegeben: faschistisch, rassistisch, nationalistisch, nationalsozialistisch, sozialistisch, kommunistisch, antiimperialistisch, islamistisch (schiitisch, sunnitisch, deobandisch, salafistisch, wahhabitisch), hinduistisch. Bei vorrangig auf staatliche Unabhängigkeit oder Autonomie zielender Ausrichtung ist autonomistisch vorangestellt, gefolgt von der Region oder der Volksgruppe und ggf. weiteren Merkmalen der Täter: armenisch, irisch (katholisch), kurdisch, tirolisch, tschetschenisch, dagestanisch, punjabisch (sikhistisch), palästinensisch.
Die Opferzahlen der Anschläge werden farbig dargestellt:

Die Zahl bei den Anschlägen getöteter/verletzter Täter ist in Klammern ( ) gesetzt.

## Januar
| Datum/Beginn    | Betroffenes Land | Anschlag              | Täter                       | Politische Ausrichtung          | Mittel                               | Ziel                                  | Tote   | Verletzte | Hintergrund                       |
| --------------- | ---------------- | --------------------- | --------------------------- | ------------------------------- | ------------------------------------ | ------------------------------------- | ------ | --------- | --------------------------------- |
| 08. Januar 1993 | Kolumbien        | Anschlag in Medellín  | Medellín-Kartell            |                                 | 2 Selbstmordattentäter mit Autobombe | Apartmentkomplex für Regierungsbeamte | 0 (+2) | 39        | Bewaffneter Konflikt in Kolumbien |
| 21. Januar 1993 | Kolumbien        | Anschlag in Bogotá    |                             |                                 | Autobombe                            | Zivilisten                            | 0      | 20        | Bewaffneter Konflikt in Kolumbien |
| 22. Januar 1993 | Pakistan         | Anschlag in Hyderabad | Sindhudesh                  | autonomistisch, nationalistisch | Sprengstoff                          | Zivilisten                            | 22     | 100       |                                   |
| 30. Januar 1993 | Kolumbien        | Anschlag in Bogotá    | vermutlich Medellín-Kartell |                                 | Autobombe                            | Zivilisten                            | 16     | 33        | Bewaffneter Konflikt in Kolumbien |
| 31. Januar 1993 | Kolumbien        | Anschlag in Bogotá    | Medellín-Kartell            |                                 | Sprengstoff                          | Zivilisten                            | 20     |           | Bewaffneter Konflikt in Kolumbien |

## Februar
| Datum/Beginn     | Betroffenes Land | Anschlag                   | Täter | Politische Ausrichtung                     | Mittel        | Ziel                           | Tote | Verletzte | Hintergrund                       |
| ---------------- | ---------------- | -------------------------- | --- | ------------------------------------------ | ------------- | ------------------------------ | ---- | --------- | --------------------------------- |
| 15. Februar 1993 | Kolumbien        | Anschlag in Bogotá         | vermutlich Medellín-Kartell                                                                                  |                                            | 2 Autobomben  | Billardhalle, Gericht, Hotel   | 4    | 240       | Bewaffneter Konflikt in Kolumbien |
| 25. Februar 1993 | Kolumbien        | Anschlag in Medellín       | vermutlich Medellín-Kartell                                                                                  |                                            | Autobombe     | Park                           | 0    | 35        | Bewaffneter Konflikt in Kolumbien |
| 26. Februar 1993 | USA              | Anschlag in New York City  | Jamaat ul-Fuqra, al-Dschamāʿa al-islāmiyya, Hamas, Islamischer Dschihad in Palästina, National Islamic Front | islamistisch                               | Autobombe     | Tiefgarage, World Trade Center | 6    | 1042      |                                   |
| 28. Februar 1993 | Philippinen      | Anschlag in Zamboanga City | Abu Sajaf | islamistisch, islamisch-fundamentalistisch | 2 Sprengsätze | Flughafen Zamboanga            | 0    | 30        | Moro-Konflikt                     |

## März
| Datum/Beginn  | Betroffenes Land       | Anschlag                      | Täter                 | Politische Ausrichtung              | Mittel                    | Ziel | Tote | Verletzte | Hintergrund                  |
| ------------- | ---------------------- | ----------------------------- | --------------------- | ----------------------------------- | ------------------------- | --- | ---- | --------- | ---------------------------- |
| 01. März 1993 | Peru                   | Anschlag in Lima              | Leuchtender Pfad      | marxistisch-leninistisch-maoistisch | Autobombe                 | Militärrekrutierungszentrum | 2    | 54        | Bewaffneter Konflikt in Peru |
| 10. März 1993 | Kambodscha             | Anschlag in Siem Reap         | Rote Khmer            | khmer-nationalistisch               | Schusswaffen              | Vietnamesische Zivilisten | 33   | 29        |                              |
| 12. März 1993 | Indien                 | Anschlag in Mumbai            | vermutlich D-Company  |                                     | 6 Autobomben, Sprengsätze | Air-India-Büros, Bankgebäude, Universität, Busbahnhof, Krankenhäuser, Chhatrapati Shivaji Terminus, Hotels, Märkte, Shiv-Sena-Parteibüro, Theater, Bombay Stock Exchange | 317  | 1400      |                              |
| 16. März 1993 | Indien                 | Anschlag in Kalkutta          | Mohammad Rashid Khan  |                                     | Sprengstoff               | Wohngebäude, Zivilisten | 65   | 125       |                              |
| 20. März 1993 | Vereinigtes Königreich | Anschlag in Warrington        | PIRA                  | autonomistisch, irisch-katholisch   | 2 Sprengsätze             | Zivilisten | 2    | 56        | Nordirlandkonflikt           |
| 27. März 1993 | Deutschland            | Anschlag in Weiterstadt       | RAF                   | linksextremistisch, kommunistisch   | Sprengstoff               | Gefängnis | 0    | 0         |                              |
| 29. März 1993 | Kambodscha             | Anschlag in Phnom Penh        | vermutlich Rote Khmer | khmer-nationalistisch               | Granaten                  | Vietnamesisches Restaurant | 2    | 20        |                              |
| 31. März 1993 | Indien                 | Anschlag in Gola Gokaran Nath |                       |                                     | Sprengsatz                | Kino | 4    | 40        |                              |

## April
| Datum/Beginn   | Betroffenes Land       | Anschlag                 | Täter                 | Politische Ausrichtung              | Mittel           | Ziel                                      | Tote     | Verletzte | Hintergrund                       |
| -------------- | ---------------------- | ------------------------ | --------------------- | ----------------------------------- | ---------------- | ----------------------------------------- | -------- | --------- | --------------------------------- |
| 01. April 1993 | Kambodscha             | Anschlag in Kampong Thom | vermutlich Rote Khmer | khmer-nationalistisch               | Raketen, Gewehre | Dorf                                      | 27       |           |                                   |
| 05. April 1993 | Peru                   | Anschlag in La Libertad  | Leuchtender Pfad      | marxistisch-leninistisch-maoistisch | Schusswaffen     | Militärpatrouille                         | 30 (+17) | 0         | Bewaffneter Konflikt in Peru      |
| 15. April 1993 | Kolumbien              | Anschlag in Bogotá       | Medellín-Kartell      |                                     | Autobombe        | Brasilianische Botschaft, Einkaufszentrum | 12       | 100       | Bewaffneter Konflikt in Kolumbien |
| 22. April 1993 | Ruanda                 | Anschlag in Kigali       |                       |                                     | Sprengsatz       | Postamt                                   | 0        | 21        |                                   |
| 24. April 1993 | Vereinigtes Königreich | Anschlag in London       | PIRA                  | autonomistisch, irisch-katholisch   | 3 Autobomben     | Finanzbezirk                              | 1        | 44        | Nordirlandkonflikt                |

## Mai
| Datum/Beginn | Betroffenes Land | Anschlag              | Täter       | Politische Ausrichtung                  | Mittel                             | Ziel                                | Tote    | Verletzte | Hintergrund                                       |
| ------------ | ---------------- | --------------------- | ----------- | --------------------------------------- | ---------------------------------- | ----------------------------------- | ------- | --------- | ------------------------------------------------- |
| 01. Mai 1993 | Sri Lanka        | Anschlag in Colombo   | LTTE        | autonomistisch, tamilisch-sozialistisch | Selbstmordattentäter auf Motorrad  | Ranasinghe Premadasa                | 24 (+1) |           | Bürgerkrieg in Sri Lanka                          |
| 03. Mai 1993 | Kambodscha       | Anschlag in Siem Reap | Rote Khmer  | khmer-nationalistisch                   | Granaten, Schusswaffen, Artillerie | UN-Gebäude, Kraftwerk, Wohngebäude  | 4 (+13) | 21        |                                                   |
| 24. Mai 1993 | Türkei           | Anschlag nahe Bingöl  | PKK         | kurdisch-autonomistisch, sozialistisch  | Schusswaffen                       | Soldaten in Zivil                   | 35      | 0         | Konflikt zwischen der Republik Türkei und der PKK |
| 27. Mai 1993 | Italien          | Anschlag in Florenz   | Cosa Nostra |                                         | Autobombe                          | Uffizien                            | 5       | 48        |                                                   |
| 29. Mai 1993 | Deutschland      | Anschlag in Solingen  | Neonazis    | neonazistisch                           | Brandstiftung                      | Türkische Familie, Zweifamilienhaus | 5       | 17        |                                                   |

## Juni
| Datum/Beginn  | Betroffenes Land | Anschlag               | Täter                        | Politische Ausrichtung                   | Mittel                 | Ziel                        | Tote | Verletzte | Hintergrund                                       |
| ------------- | ---------------- | ---------------------- | ---------------------------- | ---------------------------------------- | ---------------------- | --------------------------- | ---- | --------- | ------------------------------------------------- |
| 06. Juni 1993 | Somalia          | Anschlag in Mogadischu | Mohammed-Farah-Aidid-Kämpfer |                                          | Schusswaffen           | Pakistanische UN-Soldaten   | 24   | 59        | Somalischer Bürgerkrieg                           |
| 08. Juni 1993 | Ägypten          | Anschlag in Kairo      | al-Dschamāʿa al-islāmiyya    | sunnitisch-islamistisch                  | Sprengsatz auf Fahrrad | Britische Touristen in Bus  | 1    | 22        |                                                   |
| 21. Juni 1993 | Spanien          | Anschlag in Madrid     | ETA                          | autonomistisch, baskisch-nationalistisch | 2 Autobomben           | Militärkonvoi, US-Botschaft | 7    | 29        | ETA-Konflikt                                      |
| 27. Juni 1993 | Türkei           | Anschlag in Antalya    | PKK                          | autonomistisch, kurdisch-sozialistisch   | 3 Sprengsätze          | Hotels                      | 0    | 23        | Konflikt zwischen der Republik Türkei und der PKK |

## Juli
| Datum/Beginn  | Betroffenes Land | Anschlag                    | Täter                            | Politische Ausrichtung                  | Mittel                            | Ziel                | Tote    | Verletzte | Hintergrund                                       |
| ------------- | ---------------- | --------------------------- | -------------------------------- | --------------------------------------- | --------------------------------- | ------------------- | ------- | --------- | ------------------------------------------------- |
| 02. Juli 1993 | Türkei           | Anschlag von Sivas          | Islamische Fundamentalisten      | islamisch-fundamentalistisch            | Brandstiftung                     | Hotel               | 35 (+2) | 60        |                                                   |
| 05. Juli 1993 | Türkei           | Anschlag in Başbağlar       | PKK                              | autonomistisch, kurdisch-sozialistisch  | Schusswaffen, Brandstiftung       | Zivilisten          | 32      |           | Konflikt zwischen der Republik Türkei und der PKK |
| 25. Juli 1993 | Sri Lanka        | Anschlag in der Nordprovinz | LTTE                             | autonomistisch, tamilisch-sozialistisch | Mörser, Automatische Schusswaffen | Militärlager        | 37      | 0         | Bürgerkrieg in Sri Lanka                          |
| 25. Juli 1993 | Südafrika        | Anschlag in Kapstadt        | Azanian People’s Liberation Army | sozialistisch, kommunistisch            | Automatische Schusswaffen         | Kirche, Versammlung | 11      | 52        |                                                   |

## August
| Datum/Beginn    | Betroffenes Land | Anschlag                 | Täter | Politische Ausrichtung | Mittel                      | Ziel         | Tote | Verletzte | Hintergrund |
| --------------- | ---------------- | ------------------------ | ----- | ---------------------- | --------------------------- | ------------ | ---- | --------- | ----------- |
| 11. August 1993 | Georgien         | Anschlag in Marneuli     |       |                        | Sprengsatz                  | Markt        | 0    | 20        |             |
| 23. August 1993 | Südafrika        | Anschlag in Johannesburg |       |                        | Automatische Schusswaffe(n) | Arbeiterheim | 12   | 20        |             |

## September
| Datum/Beginn       | Betroffenes Land | Anschlag                       | Täter        | Politische Ausrichtung                                             | Mittel                    | Ziel                     | Tote | Verletzte | Hintergrund                       |
| ------------------ | ---------------- | ------------------------------ | ------------ | ------------------------------------------------------------------ | ------------------------- | ------------------------ | ---- | --------- | --------------------------------- |
| 02. September 1993 | Kolumbien        | Anschläge in Tolima und Bogotá | ELN, FARC-EP | marxistisch-leninistisch, bolivarianistisch, links-nationalistisch |                           | Soldaten, Polizisten     | 71   |           | Bewaffneter Konflikt in Kolumbien |
| 08. September 1993 | Südafrika        | Anschlag in Gauteng            |              |                                                                    | Automatische Schusswaffen | Zivilisten               | 19   | 22        |                                   |
| 13. September 1993 | Indien           | Anschlag in Neu-Delhi          |              |                                                                    | Autobombe                 | Maninderjeet Singh Bitta | 8    | 36        |                                   |

## Oktober
| Datum/Beginn     | Betroffenes Land       | Anschlag              | Täter                | Politische Ausrichtung                                                                                   | Mittel                             | Ziel                                      | Tote   | Verletzte | Hintergrund                           |
| ---------------- | ---------------------- | --------------------- | -------------------- | --- | ---------------------------------- | ----------------------------------------- | ------ | --------- | ------------------------------------- |
| 04. Oktober 1993 | Israel                 | Anschlag in Jerusalem | PFLP, Hamas          | autonomistisch, palästinensisch-nationalistisch, sunnitisch-islamistisch, antizionistisch, antisemitisch | Selbstmordattentäter mit Autobombe | Israelischer Pendlerbus, Soldaten         | 0 (+1) | 30        | Israelisch-Palästinensischer Konflikt |
| 07. Oktober 1993 | Kolumbien              | Anschlag in Bogotá    | FARC-EP              | marxistisch-leninistisch, links-nationalistisch                                                          | 3 Sprengsätze                      | Polizeibus, Parteibüro, Regierungsgebäude | 2      | 45        | Bewaffneter Konflikt in Kolumbien     |
| 14. Oktober 1993 | Myanmar                | Anschlag im Mon-Staat | Karen National Union | autonomistisch, karen-nationalistisch, föderalistisch                                                    | 2 Handgranaten                     | Fußballspiel                              | 7      | 45        | Bewaffnete Konflikte in Myanmar       |
| 23. Oktober 1993 | Vereinigtes Königreich | Anschlag in Belfast   | PIRA                 | autonomistisch, irisch-katholisch                                                                        | Sprengsatz                         | Fischgeschäft, Zivilisten                 | 9 (+1) | 57 (+1)   | Nordirlandkonflikt                    |
| 29. Oktober 1993 | Indien                 | Anschlag in Mumbai    |                      | | Sprengsatz                         | Pendlerzug                                | 2      | 44        |                                       |

## November
| Datum/Beginn      | Betroffenes Land | Anschlag                | Täter                       | Politische Ausrichtung                  | Mittel                     | Ziel                                      | Tote       | Verletzte | Hintergrund              |
| ----------------- | ---------------- | ----------------------- | --------------------------- | --------------------------------------- | -------------------------- | ----------------------------------------- | ---------- | --------- | ------------------------ |
| 11. November 1993 | Sri Lanka        | Anschlag in Kilinochchi | LTTE                        | autonomistisch, tamilisch-sozialistisch | Schusswaffen, Geiselnahme  | Militärstützpunkt, Soldaten               | 500 (+470) | 400       | Bürgerkrieg in Sri Lanka |
| 17. November 1993 | Deutschland      | Anschlag in Köln        | Antiimperialistische Zellen | linksextremistisch                      | Schusswaffe(n)             | Sitz des Arbeitgeberverbands Gesamtmetall | 0          | 0         |                          |
| 25. November 1993 | Ägypten          | Anschlag in Kairo       | al-Dschihad                 | sunnitisch-islamistisch                 | Sprengstoff (Fernauslöser) | Atif Sidqi                                | 1          | 20        |                          |

## Dezember
| Datum/Beginn      | Betroffenes Land | Anschlag               | Täter                              | Politische Ausrichtung | Mittel                 | Ziel                                             | Tote | Verletzte | Hintergrund                  |
| ----------------- | ---------------- | ---------------------- | ---------------------------------- | ---------------------- | ---------------------- | ------------------------------------------------ | ---- | --------- | ---------------------------- |
| 06. Dezember 1993 | Indien           | Anschlagsserie         |                                    |                        | Sprengstoff            | Bus, Expresszüge                                 | 1    | 37        |                              |
| 20. Dezember 1993 | Libanon          | Anschlag in Beirut     |                                    |                        | Sprengsatz             | Parteibüro, Versammlung                          | 2    | 90        |                              |
| 26. Dezember 1993 | Philippinen      | Anschlag in Davao City | vermutlich Muslimische Extremisten |                        | 2 Granaten, Sprengsatz | Kathedrale                                       | 6    | 151       | Moro-Konflikt                |
| 28. Dezember 1993 | Peru             | Anschlag in Lima       | vermutlich Maoisten                | maoistisch             | 3 Autobomben           | Polizeigebäude, Luftwaffen- und Marinestützpunkt | 2    | 27        | Bewaffneter Konflikt in Peru |